# Tanaorhinus basaliata
Tanaorhinus basaliata är en fjärilsart som beskrevs av Walker 1866. Tanaorhinus basaliata ingår i släktet Tanaorhinus och familjen mätare. Inga underarter finns listade i Catalogue of Life.